# Сула (Ругаланн)
Сула (норв. Sola) — коммуна в губернии Ругаланн в Норвегии. Административный центр коммуны — город Сула. Официальный язык коммуны — букмол. Население коммуны на 2016 год составляло 26 096 человек. Площадь коммуны Сола — 69,53 км², код-идентификатор — 1124.

## Экономика
Есть аэропорт.

## Достопримечательности
Имеется церковь, построенная в 2020 году.

## История населения коммуны
Население коммуны за последние 60 лет.